# ニチロ工業
ニチロ工業株式会社（ニチロこうぎょう、英文名称Nichiro-Kogyo Co.,Ltd.）は、かつて存在した日本の工業機器メーカー。
梱包機器などの製造を主力としており、かつてはマルハニチロホールディングスの子会社だった。新聞・印刷関係の梱包機器では高いシェアを持ち、同社の新聞発送ラインシステムは、日本国内外の新聞社に採用されていた。
近年は下記の製品需要減少も重なり、2010年10月にマルハニチロホールディングスは近年の合併による事業再構築の一環で、保有株式を同業者のストラパックに譲渡した。ストラパック側は、両社の経営統合を視野に入れ、経営資源の「選択と集中」を図り大幅な事業体制の見直しを行うと表明した。2012年10月にストラパックに吸収合併された。

## 主な製品
- 自動梱包機・結束機
- 紙枚数計数機
- 梱包発送ラインシステム
- ドライアイスを利用した洗浄機
- 新聞印刷工場向けの、部数計数仕訳機・梱包機・ちらし挿入装置などの発送ラインシステム

## 沿革
- 1950年（昭和25年）1月 - 日魯漁業株式会社（現・株式会社マルハニチロ）の造船・造機部門を分社化し、函館市に日新造船工機株式会社設立。木箱に釘を打ち込む装置のメンテナンスなどで、梱包に関連する事業を開始。
- 1961年（昭和36年）6月 - 横浜市神奈川区菅田町に横浜工場新設。日魯工業株式会社に商号（社名）変更[1]。
- 1963年（昭和38年）3月 - 本社を函館市から東京都中央区に移転。紙バンド用自動梱包機の製造販売開始。
- 1965年（昭和40年）
- 7月 - 造船部門を分離し独立。ポリプロピレンバンド用自動梱包機を開発。
- 10月 - 本社を東京都から横浜工場に移転。
- 1990年（平成2年）3月 - 「日魯工業株式会社」から「ニチロ工業株式会社」に商号（社名）変更。
- 2010年（平成22年）9月 - 親会社だった「マルハニチロホールディングス」は、同じく梱包機械の製造を手がけるストラパック（本社：東京都中央区銀座、1960年設立）に保有株式を売却すると発表した[2]。
- 2012年（平成24年）6月 - 10月1日付でストラパックが吸収合併することを発表した[3]。